# Life of an American Fireman
Life of an American Fireman je americký němý film z roku 1903. Režisérem je Edwin S. Porter (1870–1941). Film trvá zhruba šest minut.
Film byl pravděpodobně inspirován anglickým snímkem Fire! (1901) od Jamese Williamsona (1855–1933).

## Děj
Film zachycuje zachránu ženy a dítěte z hořící budovy hasičským sborem.

## Obsazení
| James H. White | velitel hasičů |
| Arthur White   | hasič          |
| Vivian Vaughan | dívka          |